# Pavonia setifer
Pavonia setifer là một loài thực vật có hoa trong họ Cẩm quỳ. Loài này được (C. Presl) Fryxell mô tả khoa học đầu tiên năm 1999.